# Bogusław Tracz
Bogusław Tracz (ur. 28 kwietnia 1972 w Gliwicach) – polski historyk.

## Życiorys
Zdał maturę z wyróżnieniem w Liceum Ogólnokształcącym dla Pracujących w Gliwicach w 1993 roku. Następnie studiował historię na Uniwersytecie Jagiellońskim w Krakowie; w 1999 roku ukończył studia – pod kierunkiem dr hab. Ireny Paczyńskiej napisał pracę magisterską pt. Gliwice w roku 1945 – zmiana oblicza społeczno-politycznego miasta. 24 stycznia 2014 roku na Uniwersytecie Jagiellońskim uzyskał stopień doktora nauk humanistycznych na podstawie rozprawy pt. Subkultura hipisów oraz jej zwalczanie w Polsce w latach 1967-1975. Pracuje na stanowisku starszego specjalisty w Instytucie Pamięci Narodowej. Mieszka w Gliwicach.

## Nagrody i odznaczenia
- Brązowy Krzyż Zasługi[1] (2018)
- nagroda Marszałka Województwa Śląskiego (2019)[3]
- Nagroda im. ks. Augustina Weltzla „Górnośląski Tacyt” (2019)[4]
- nagroda Prezydenta Miasta Gliwice w dziedzinie ochrony kultury za całokształt działalności w 2020 roku[5]

## Publikacje (wybór)
- Rok ostatni - rok pierwszy, Gliwice 1945 (2004)[1]
- Ułamki miasta. Z przeszłości Gliwic w XX wieku (2011)[1]
- Kultura niezależna w Kościele (2011)[1]
- Hippiesi, kudłacze, chwasty. Hipisi w Polsce w latach 1967–1975 (2014)[1]
- Gliwice. Biografia miasta (2018)[6]
- Osłabić tendencje emigracyjne. Komitet Wojewódzki PZPR w Katowicach wobec wyjazdów do RFN w latach 1970-1978 (2021)[5]